# Ján Šimo
Ján Šimo (* 19. března 1962) je bývalý československý fotbalista.

## Fotbalová kariéra
Hrál za TJ Vítkovice. S Vítkovicemi získal ligový titul v sezóně 1985/1986. V mistrovské sezóně Vítkovic 1985–1986 nastoupil v lize v 1 utkání. V nižších soutěžích hrál za TJ JZD Slušovice.